# Hans Blix

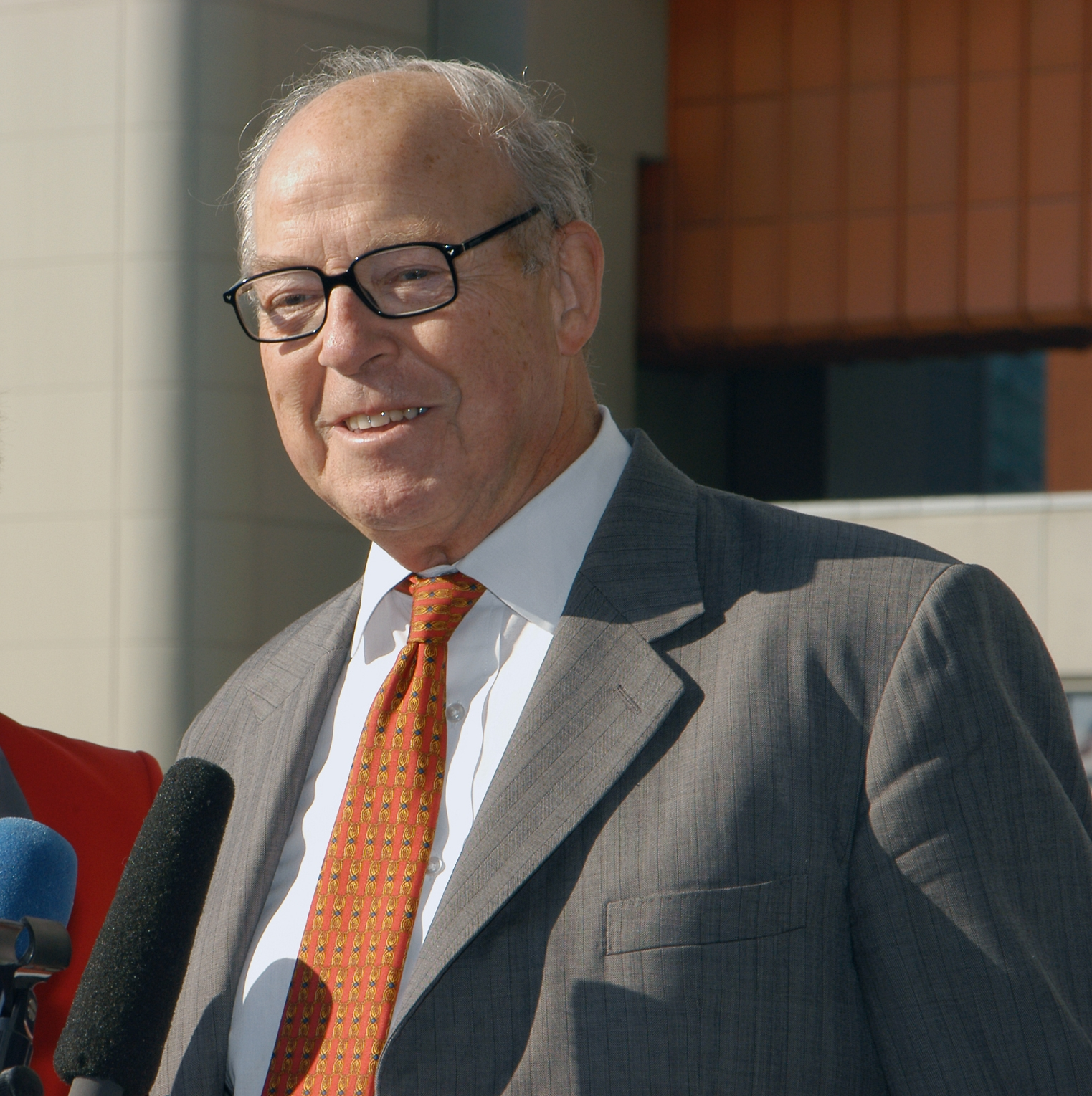
Hans Blix i Wien 2002.

Hans Martin Blix, född 28 juni 1928 i Uppsala församling i Uppsala län, är en svensk jurist, politiker (Liberalerna) och ämbetsman. Han är mest känd som generaldirektör för Internationella atomenergiorganet (IAEA) 1981–1997 samt för sin verksamhet inom FN. Han var utrikesminister (fp) 1978–1979 i Ola Ullstens regering.

## Uppväxt och utbildning
Hans Blix växte upp i Uppsala i en familj där far och farfar var professorer i fysiologi respektive medicinsk kemi. Han blev jur.kand. vid Uppsala universitet 1951, doctor of Philosophy vid University of Cambridge 1958, jur.dr. och docent i folkrätt vid Stockholms universitet 1960. Han disputerade med doktorsavhandlingen Treaty-making power.

## Karriär

### Utrikesdepartementet
Åren 1962–1963 samt 1971–1976 var Blix anställd vid Utrikesdepartementet som folkrättssakkunnig, 1963–1976 som utrikesråd, statssekreterare vid UD 1976–1978 och 1978–1979 var han utrikesminister i den folkpartistiska regeringen. År 1980 var han ledare för Linje 2 i den svenska kärnkraftomröstningen.

### IAEA
Blix efterträdde Sigvard Eklund som generaldirektör för IAEA 1981 och innehade posten till 1997. I den egenskapen besökte han bland annat Tjernobyl i maj 1986 för att diskutera säkrare kärnkraft på Sovjetunionens inbjudan, efter kärnkraftsolyckan den 26 april.
År 1991 besökte Blix och ordföranden i FN:s specialkommission för Iraks nedrustning, Rolf Ekéus, Irak, vilket inbegrep överläggningar med Saddam Husseins regering om att tillåta FN-kommissionen Unscom att inspektera landets vapentillgångar. I januari 2000 blev han ordförande för FN:s inspektionskommission (UNMOVIC), vilken under 2000 började efterforskningar om Irak hade de av USA och Storbritannien uppgivna massförstörelsevapnen.
Hans Blix och FN:s vapeninspektörer fann inga massförstörelsevapen under sina inspektioner hösten 2002 till vintern 2003. Blix uppgifter kritiserades av USA och Bush-administrationen, vilka drev tesen att Irak hade stora, mobila laboratorier för framställande av kemiska och biologiska stridsmedel och stora lager av sådana vapen; det antyddes även att Irak hade eller försökte framställa kärnvapen. Blix utsattes under denna tid, 2002–2003 från vissa håll för mycket hård och delvis hånfull kritik, framför allt utgående från de kretsar som var positiva till en invasion av Irak. En starkt kritisk artikel av Per Ahlmark i den amerikanska dagstidningen Washington Times hösten 2002 fick relativt stor uppmärksamhet. Samtidigt togs Blix och hans inspektörsgrupp i försvar av andra och även av Scott Ritter som hade haft samma uppdrag några år tidigare och även han dragits in i ordkriget mellan Irak, USA och dess allierade. Några laboratorier eller lager relaterade till massförstörelsevapen hittades aldrig, vilket på många håll sågs som en upprättelse för Blix efter den kritik som riktats mot hans arbete.
Blix redogjorde för denna tid och sin syn på kontroverserna i sin bok Avväpna Irak. Meningsbrytningarna kring Irakkrigets förspel fortsatte 2010 i samband med den brittiska Chilcotkommissionens undersökning av hur Storbritanniens regering hade agerat före och under Irakkriget, genom offentliga förhör med Tony Blair och ett antal personer som varit knutna till hans regering vid denna tid. Tidigare utrikesministern Jack Straw hävdade därvid att Blix hade "snyggat upp" sina minnen av det diplomatiska spelet, medan Tony Blair, som nämnde Blix vid ett par tillfällen, deklarerade att Saddam inte på något avgörande sätt hade blivit farligare för freden efter 2001 men att han, oavsett om han hade massförstörelsevapen eller inte, framstod som mer oroande efter 11 september 2001 och hade blivit svårare att acceptera för västvärlden; en avväpning eller avsättning av honom hade därmed blivit önskvärd. Blair tillade att han personligen 2002-03 varit övertygad om att Saddam Hussein hade massförstörelsevapen, och att den vissheten varit en god grund för ett beslut att driva en konfrontativ politik.. Jack Straw hävdade i sitt vittnesmål, liksom många gjort 2002–2003, att Blix varit alltför villig att förlita sig på Saddam Hussein. Blix svarade i en intervju på BBC tio dagar senare, 8 februari 2010; han ansåg sig inte ha visat någon godtrogenhet och betecknade Blairs uppfattning att Saddam skulle ha byggt upp nya lager av massförstörelsevapen om han inte avsatts, oavsett om han hade någon sådan kapacitet år 2002 eller inte, som en efterhandskonstruktion.

## Blixkommissionen
På initiativ av Anna Lindh bildades den så kallade Blixkommissionen 2003, med syfte att med hjälp av en oberoende expertgrupp ta fram en rapport om USA:s angrepp på Irak. Expertgruppen bestod av 14 framstående politiker, som USA:s förre försvarsminister William Perry, Jayantha Dhanapala från Sri Lanka, Australiens förre utrikesminister Gareth Evans och nedrustningsexperten Alexej Arbatov från Ryssland. Arbetet har i stor utsträckning finansierats av den svenska regeringen. Slutrapporten Weapons of Terror lades fram för FN 2 juni 2006; i denna riktade Blix än en gång kritik mot Bush, denna gång för att ha agerat i strid mot FN-stadgan genom anfallet på Irak.

## Priser och utmärkelser
- 1979 – Ledamot av Kungliga Krigsvetenskapsakademien[6]
- 1998 – H.M. Konungens medalj 12:e storleken med Serafimerordens band
- 2007 – Hedersdoktor vid KTH[7]
- 2003 – Olof Palmepriset
- 2004 – Juris hedersdoktor vid Göteborgs universitet[8]
- 2004 – Serafimermedaljen[9]
- 2009 – Årets svensk i världen
- 2018 –  Illis quorum meruere labores i 18:e storleken[10]

## Blix i media
2009 utkom romanen Diplomaten av Alexander Ahndoril som är en fiktiv berättelse om en svensk diplomats kamp för att avväpna Irak. Det råder ingen tvekan om att Hans Blix är den direkta förebilden för huvudpersonen i romanen även om förord och efterord fastslår att diplomatens privata sfär är lika uppdiktad som den offentliga är sanningsenlig.
Hans Blix förekommer även i form av en marionettdocka i den amerikanska komedifilmen Team America.

## Familj
Hans Blix är son till kemisten Gunnar Blix och Hertha, född Wiberg (1892-1955), och kommer från den gamla jämtska släkten Blix. Han är sonson till fysiologen Magnus Blix (1849–1904) och farbror till journalisten Erik Blix. Han är sedan 1962 gift med departementsrådet Eva Kettis (född 1935), dotter till folkskollärare Axel Kettis och Olga, född Nordin.